# Округ Бедфорд (Пенсилванија)
Округ Бедфорд (енгл. Bedford County) је округ у америчкој савезној држави Пенсилванија.

## Демографија
По попису из 2010. године број становника је 49.762, што је 222 (-0,4%) становника мање него 2000. године.
| Група             | 2000.          | 2010.          |
| Белци             | 49.089 (98,2%) | 48.535 (97,5%) |
| Афроамериканци    | 178 (0,4%)     | 238 (0,5%)     |
| Азијати           | 143 (0,3%)     | 101 (0,2%)     |
| Хиспаноамериканци | 263 (0,5%)     | 450 (0,9%)     |
| Укупно            | 49.984         | 49.762         |